# Aluminiumnatriumsulfat
Aluminiumnatriumsulfat (E 521, Natronalaun) in Form seines Dodecahydrats ist ein Alaun der Zusammensetzung NaAl(SO4)2 · 12 H2O, das als Festigungsmittel und Säuerungsmittel und Säureregulator eingesetzt wird.

## Vorkommen
Natürlich kommt Aluminiumnatriumsulfat als Undecahydrat im Mineral Mendozit NaAl(SO4)2 · 11 H2O vor.

## Eigenschaften
Aluminiumnatriumsulfat ist ein farbloser Feststoff und ein gemischtes Salz der Schwefelsäure, das als Metalle Natrium und Aluminium enthält.

## Sicherheitshinweise
Das Salz wirkt reizend auf Haut, Augen und Schleimhäute und kann Ekzeme verursachen. Es steht in Verdacht, allergische Reaktionen auszulösen und deshalb ist vom häufigen Verzehr abzuraten. Außerdem steht es wegen Aluminiumbelastung des Körpers in Verdacht die Alzheimersche Krankheit auszulösen.